# 이사벨라 페라리
이사벨라 페라리(Isabella Ferrari, 1964년 3월 31일 ~ )는 이탈리아의 배우이다.

## 출연 작품
- 유포리아 (2018)
- 나폴리: 위험한 유혹 (2017)
- 라 비타 오세나 (2014)
- 더 메디신 셀러 (2013)
- 그레이트 뷰티 (2013)
- 그 여름의 정사 (2012)
- 운수 좋은 날 (2008)
- 불화의 씨앗 (2008)
- 조용한 혼돈 (2008)
- 새턴 인 오퍼지션 (2007)
- 굿바이 키스 (2006)
- 인질 (2000)
- 코드 네임 K (1997)
- 레이피스트 (1995, Cronaca di un amore violato)
- 게으름의 즐거움 (1988)